# West Wittering

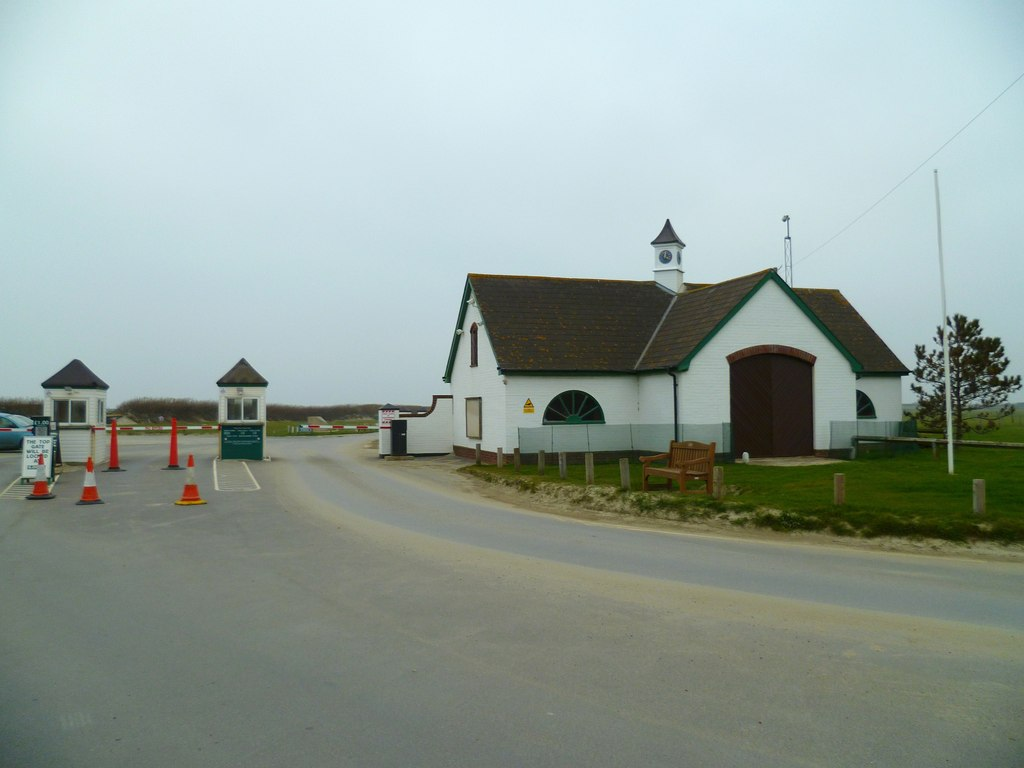
L'ingresso alla spiaggia di West Wittering

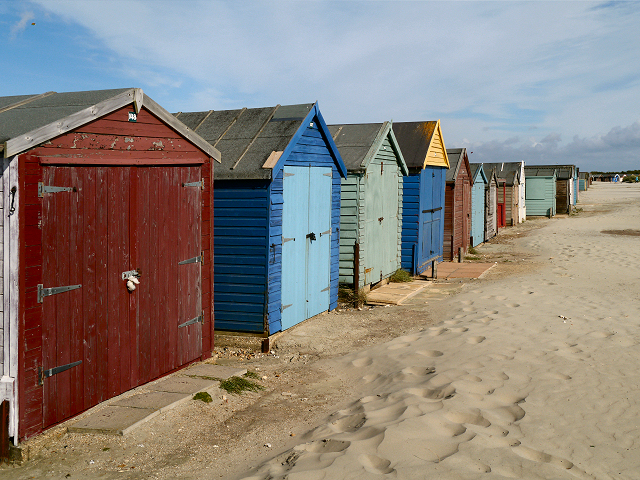
La spiaggia di West Wittering

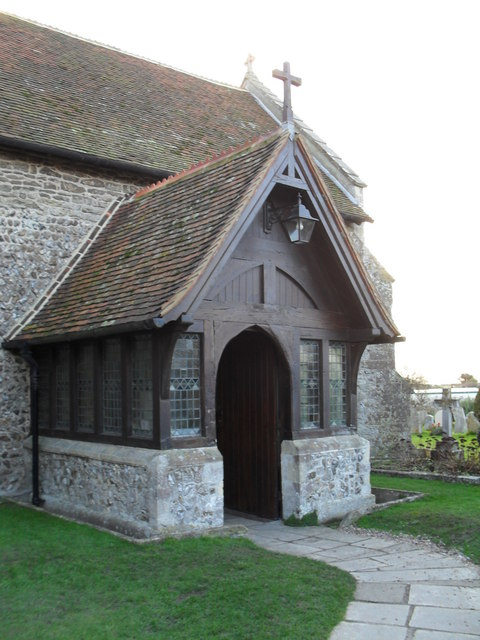
West Wittering: la chiesa di San Pietro e Paolo

West Wittering è una località baneare dell'Inghilterra sud-orientale, facente parte della contea del West Sussex e del distretto del Chichester e situata nella penisola di Manhood, dove si affaccia sul canale della Manica.  Il solo villaggio conta una popolazione di circa 700-800 abitanti, mentre l'intera parrocchia civile conta una popolazione di circa 2500-2600 abitanti.

## Geografia fisica
West Wittering si trova a sud/sud-ovest di Chichester e a est/nord-ovest di Selsey, a pochi chilometri a ovest/nord-ovest del villaggio di East Wittering (una porzione del quale fa parte del territorio della parrocchia civile di West Wittering) e della Bracklesham Bay. Da Chichester dista circa 3 miglia.
Il villaggio di West Wittering occupa un'area di 0,6350 km², mentre l'intera parrocchia civile occupa un'area di 10,54 km².

## Storia
Pare che il villaggio affondi le proprie origini all'epoca delle prime invasioni ad opera dei Sassoni.
Dal 1917 e fino alla morte, avvenuta nel 1933, abitò a West Wittering l'imprenditore Henry Royce, fondatore della Rolls-Royce Limited. Nel corso del XXI secolo, West Wittering, dove sorgono proprietà lussuose, ha visto la presenza di star quali Michael Ball, Nicholas Lyndhurst, Keith Richards e Kate Winslet.

## Monumenti e luoghi d'interesse

### Architetture religiose

#### Chiesa di San Pietro e Paolo
Principale edificio religioso di West Wittering è la chiesa di San Pietro e Paolo, risalente al XII-XIII secolo.

### Architetture civili

#### Elmstead House
Altro edificio d'interesse è Elmstead House: risalente al XVIII secolo, dal 1917 al 1933 fu la dimora di Sir Henry Royce.

### Aree naturali
West Wittering è nota soprattutto della sua spiaggia, che si può fregiare della bandiera blu.

## Società

### Evoluzione demografica

#### Villaggio
Nel 2020, la popolazione del villaggio di West Wittering era stimata in 707 unità, in maggioranza (391) di sesso femminile.
La popolazione al di sotto dei 18 anni era stimata in 106 unità (di cui 56 erano i bambini al di sotto dei 10 anni), mentre la popolazione dai 65 anni in su era stimata in 320 unità (di cui 106 erano le persone dagli 80 anni in su).
Il villaggio di West Wittering ha conosciuto un decremento demografico rispetto al 2011, quando la popolazione censita era pari a 875 unità e al 2001, quando la popolazione censita era pari a 917 unità. Degli 875 abitanti del 2011, 762 erano britannici di nascita, mentre 22 erano gli abitanti nati in Paesi dell'Unione europea.

#### Parrocchia civile
Nel 2020, la popolazione della parrocchia civile di West Wittering era stimata in 2 559 unità, in maggioranza (1374) di sesso femminile.
La popolazione al di sotto dei 18 anni era stimata in 333 unità (di cui 184 erano i bambini al di sotto dei 10 anni), mentre la popolazione dai 65 anni in su era stimata in 1 084 unità (di cui 340 erano le persone dagli 80 anni in su).
La parrocchia civile di West Wittering ha conosciuto un decremento demografico rispetto al 2011, quando la popolazione censita era pari a 2 700 unità e al 2001, quando la popolazione censita era pari a 2 794 unità. Dei 2 700 abitanti del 2011, 2292 erano britannici di nascita, mentre 35 erano gli abitanti nati in Paesi dell'Unione europea.

## Cultura

### Media
La spiaggia di West Wittering è stata la location di vari film e fiction, tra cui la serie televisiva Downton Abbey, i film Senza apparente motivo (con Michelle Williams e Ewan McGregor), Now Is Good (con Dakota Fanning e Jeremy Irvine) e Genius (con Colin Firth, Jude Law e Nicole Kidman), ecc.

## Geografia antropica

### Suddivisioni amministrative
Villaggi della parrocchia civile di West Wittering
- West Wittering
- East Wittering (parte)